# Distrito de Huipoca
El distrito de Huipoca es uno de los siete que conforman la provincia de Padre Abad, ubicada en el departamento de Ucayali en el Oriente del Perú.

## Historia
Fue creado mediante la Ley N° 31133 por aprobación del Congreso de la República y publicado en el diario oficial El Peruano, durante el gobierno del presidente Francisco Sagasti en 2021.